# Organização de fachada
Organização de fachada é qualquer entidade - seja uma corporação, um grupo religioso ou político, um grupo de advocacia, uma agência de inteligência ou uma organização criminosa -  controlada de facto por outra, atuando segundo os interesses do controlador, que normalmente permanece oculto, não podendo, portanto, ser legalmente responsabilizado pelos atos da organização controlada.
Frequentemente se apresentam como associações voluntárias independentes e organizações de caridade ou como empresas pertencentes a  escritórios de advocacia sediados em paraísos fiscais.
No mundo dos negócios, essas organizações são denominadas empresas de fachada, empresas de prateleira ou empresa ready-made  são geralmente usadas para proteger a empresa-mãe (ou seus proprietários) de responsabilidade legal. Uma empresa de prateleira (em inglês, shelf company) é uma empresa que, embora registrada ou formalmente criada, não tem, de facto, atividade.
Ocorrem também casos em que um Estado atua como uma fachada (ou substituto) para outro Estado. O Estado atuante é o chamado Estado fantoche.

## Agências de inteligência
As agências de inteligência usam organizações de fachada para fornecer "cobertura", cargos e ocupações aceitáveis como sendo o meio de renda de seus agentes secretos. As organizações usadas pelas agências de inteligência podem ser organizações legítimas de caridade, organizações religiosas ou de jornalismo, empresas legítimas ou "empresas de fachada", criadas ou controladas pelas agências de inteligência para criar empregos que justifiquem meios de renda e ocupação para seus agentes sem identifica-los como funcionários das agências de inteligência.
Vários grupos de fachada têm sido financiados pela CIA para serem usados para divulgar propaganda e influência norte-americana no Terceiro Mundo. Organizações legitimas são usadas como fachada e outras são criadas também para promover eventos profissionais como congressos e convenções, nos quais a participação de profissionais estrangeiros facilita tanto a coleta de informações como o recrutamento de profissionais para atuarem como agentes das agencias estrangeiras em seus países de origem.
A companhia aérea Air America, uma companhia de transporte aéreo civil da década de 1940, e a Southern Air Transport eram empresas de fretamento aéreo civil que foram operadas e integralmente financiadas pela CIA, supostamente para prestar ajuda humanitária. Mas, na verdade, eram usadas em missões de operações secretas no Sudeste Asiático durante a Guerra do Vietnã.
Em entrevista ao Jornal do Brasil em de 7 de outubro de 2001, o agente da CIA Robert M. Hayes, conta como atuou no Brasil por meio da companhia de engenharia que criou, a companhia de engenharia Hayes-Bosworth.

## Corporações
Em marco de 2014, a imprensa revelou que as empresas Gantown, Leraway e GHT Consulting, três empresas uruguaias contratadas pela Alstom e pela Siemens como empresas de consultoria dos projetos do metrô e da Companhia Paulista de Trens Metropolitanos (CPTM) eram na verdade empresas de fachada que foram usadas para pagar propina a agentes públicos das estatais de São Paulo.
As três empresas usavam como endereço em seus registros oficiais um imóvel comercial de Montevidéu onde funciona um escritório de contabilidade chamado Guyer y Regules. Uma das especialidades desse escritório era criar sociedades anônimas, usadas para impedir a identificação de seus proprietários. A Siemens foi condenada na Alemanha pela prática de usar empresas de fachada, as consultorias fictícias, para o pagamento de propina e a Alstom, na Suíça.

## Grupos de fachada
O grupo americano chamado "Associação dos com mais de 60" (60 Plus Association, em inglês), se diz um grupo não partidário dedicado a promover os interesses das pessoas com mais de 60 anos. Em 2014, foi revelado que o grupo na verdade é um grupo de fachada para a indústria farmacêutica que mobiliza os participantes do grupo, por exemplo, quando tem interesse na aprovação de legislação que interesse à indústria farmacêutica.

## Exemplos de empresas de fachada
- GFD Investimentos
- JD Consultoria
- Labogen
- Prosperity Overseas